# تیپ ۷ زرهی (بریتانیا)
تیپ ۷ زرهی (انگلیسی: 7th Armoured Brigade) تیپ زرهی نیروی زمینی بریتانیا و تحت امر لشکر ۷ زرهی است، که در سال ۱۹۳۸ تأسیس شد.
این تیپ همچنین با نام «موش‌های صحرایی» شناخته می‌شود، لقبی که قبلاً به لشکر هفتم زرهی داده شده بود، که این تیپ در طول جنگ جهانی دوم تا اواخر سال ۱۹۴۱ بخشی از آن بود. این تیپ از نیروهای پادگان مستقر در شمال آفریقا در سال ۱۹۳۸ تشکیل شد. در ابتدا به عنوان تیپ زرهی سبک شناخته می‌شد که بخشی از لشکر متحرک در مصر بود.
هنگامی که لشکر متحرک به لشکر هفتم زرهی تبدیل شد، تیپ زرهی سبک در فوریه ۱۹۴۰ به تیپ هفتم زرهی تبدیل شد. لشکر هفتم زرهی یک موش صحرایی قرمز (یک جونده شب‌زی بومی شمال آفریقا) به عنوان نشان خود داشت و به «موش‌های صحرایی» معروف شد. در همین حال، تیپ ۷ زرهی یک موش صحرایی سبز به عنوان نشان خود داشت. تیپ ۷ پس از انتقال به برمه در سال ۱۹۴۲ به «موش‌های سبز» یا «موش‌های جنگل» معروف شد.
جنگ جهانی دوم در سپتامبر ۱۹۳۹ آغاز شد و پس از حمله ارتش آلمان به لهستان، بریتانیا و فرانسه به آلمان اعلام جنگ کردند. ایتالیا اندکی پس از ورود به جنگ به نفع آلمان در ژوئن ۱۹۴۰، به مصر، که در آن زمان تحت‌الحمایه بریتانیا بود، حمله کرد. این تیپ در بسیاری از نبردهای بزرگ در شمال آفریقا، از جمله عملیات صلیبی در ماه نوامبر، در سیدی رزق جنگید تا نیروهای مشترک‌المنافع را در بندر طبرق که توسط نیروهای محور محاصره شده بودند، نجات دهد.